# Abraxas grisearia
Abraxas grisearia es una especie de polilla de la familia Geometridae. La especie fue descrita por primera vez por John Henry Leech en 1897 y se puede encontrar distribuido con endemismo en el sector montañoso Pu-tsu-fongen, cerca de Xinxing, en la China occidental.